# Jack Richard Williams

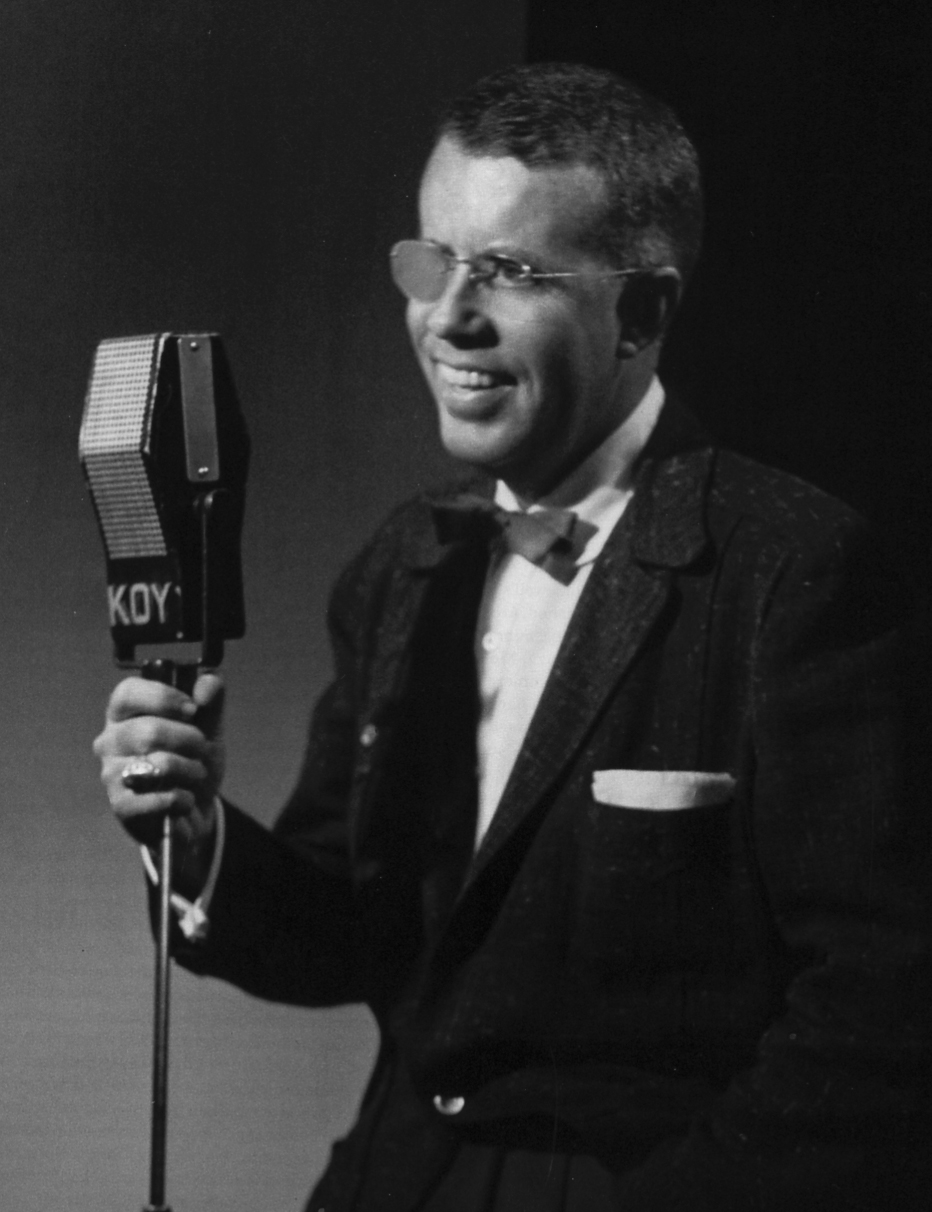
Jack Richard Williams, tidigt 1920-tal.

Jack Richard Williams, född 29 oktober 1909 i Los Angeles, Kalifornien, död 24 augusti 1998, var en amerikansk republikansk politiker. Han var den 13:e guvernören i delstaten Arizona 1967-1975. Han hade ett konservativt politiskt synsätt; en tro på den enskilda människans möjligheter att nå framgång genom hårt arbete.
Innan tiden som guvernör var Williams borgmästare i Phoenix.